# Rubaʿi

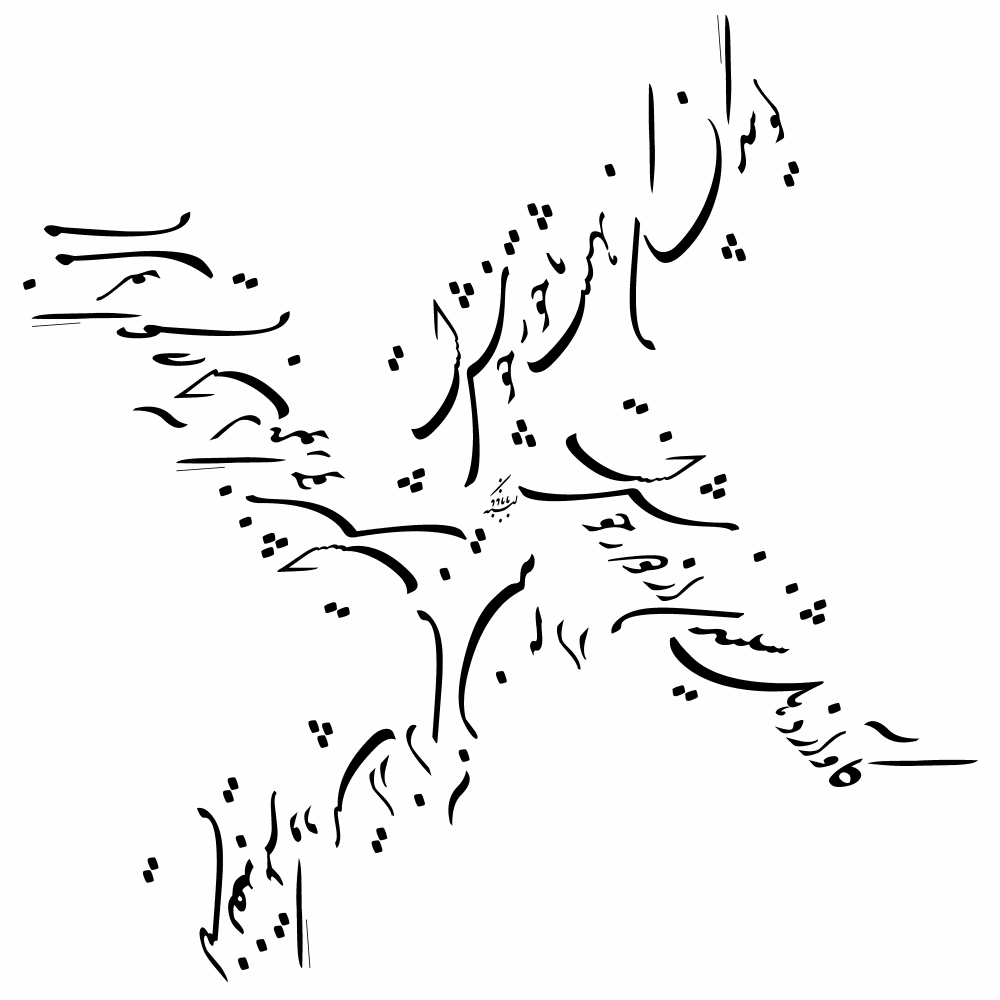
Resa calligrafica di un ruba'i attribuito a ʿUmar Khayyām da Bodleian MS. Ouseley 140 (una delle fonti del Rubʿayyāt di FitzGerald).

Rubāʿī (in arabo رباعی‎? rubāʿiyy, plurale رباعيات‎ rubāʿiyāt) è il termine usato per una quartina, una poesia o un verso di una poesia composta da quattro righe.
Si riferisce specificamente a una forma di poesia persiana o alla sua forma derivata in inglese e in altre lingue.

## Storia
Nella poesia persiana classica, il ruba'i è scritto come un poema a quattro righe (o due coppie), con uno schema di rima AABA o AAAA.
Questo è un esempio di ruba'i dal Dīwān-i Shams di Rūmī:
(Gialal al-Din Rumi, Dīwān-i Shams)

## Metro
Il metro consueto di un ruba'i persiano, che viene utilizzato per tutte e quattro le righe della quartina sopra citata di Rūmī, è il seguente:
– – u u – u – u – – u u –
Nello schema sopra, "–" rappresenta una sillaba lunga e "u" una breve. Come variazioni di questo schema, qualsiasi sequenza di – u può essere sostituita da una singola sillaba "troppo lunga", come gēkh, tīf, luṭf nella poesia sopra, contenente una vocale lunga seguita da una consonante diversa da "n", oppure una vocale corta seguita da due consonanti. Una sillaba troppo lunga può anche essere sostituita liberamente con la sillaba finale della riga, come con bād sopra.
Un'altra variazione è che occasionalmente una sequenza di due sillabe corte (u u) può essere sostituita da una singola lunga (–).
Una terza variante consiste nell'utilizzare lo stesso metro di cui sopra, ma con l'ottava e la nona sillaba invertite:
– – u u – – u u – – u u –

## In inglese
La forma di verso AABA come usato nel verso inglese è noto come la ''Quartina Rubaiyat'' per via del suo uso da parte di Edward FitzGerald nella sua famosa traduzione del 1859, Rubʿayyāt di ʿUmar Khayyām. Algernon Swinburne, uno dei primi ammiratori della traduzione di FitzGerald dei versi persiani medievali di Khayyām, fu il primo a imitare la forma della strofa, che divenne successivamente popolare e fu ampiamente utilizzata, come nel caso della poesia di Robert Frost del 1922 Stopping by Woods on a Snowy Evening.
La traduzione di FitzGerald divenne così popolare all'inizio del secolo che centinaia di umoristi americani scrissero parodie usando la forma e, in varia misura, il contenuto delle sue stanze, tra cui The Rubaiyat of Ohow Dryyam, The Rubaiyat of A Persian Kitten, The Rubaiyat of Omar Cayenne e The Rubaiyat of Omar Khayyam, Jr.
Quartina VII dalla quarta edizione del Rubaiyat di Fitzgerald:
Come, fill the Cup, and in the fire of Spring 

Your Winter-garment of Repentance fling: 

The Bird of Time has but a little way 

To flutter—and the Bird is on the Wing.

Vieni, riempi la coppa e nel fuoco della primavera

Getta il tuo abbigliamento invernale di pentimento:

L'uccello del tempo ha solo un piccolo modo

Per svolazzare — e l'uccello è in volo.
Nelle sequenze estese di stanze del ''ruba'i'' la convenzione è talvolta estesa in modo tale che la riga senza rima della stanza corrente diventi la rima per la stanza seguente.   La struttura può essere resa ciclica ricollegando la riga non rimata della stanza finale alla prima stanza: ZZAZ. Questi sistemi più complicati non furono tuttavia utilizzati da FitzGerald nel suo Rubaiyat.